# Wilhelm von Saint-Amour
Wilhelm von Saint-Amour (französisch Guillaume de Saint-Amour; * zwischen 1200 und 1210; † 13. September 1272) war ein französischer weltgeistlicher Theologe.
Er stammte aus der Gemeinde Saint-Amour, gelegen im heutigen französischen Département Jura. Im hohen Mittelalter des 13. Jahrhunderts aber gehörte sie der Freigrafschaft Burgund und damit dem Heiligen Römischen Reich an.
Wilhelm war zunächst Kanoniker in Mâcon, 1238 wird er in einem Brief Papst Gregors IX. erstmals als Magister der Künste und Dekretalen genannt. Um 1250 erhielt er als Magister der Theologie einen Lehrstuhl an der Universität von Paris. Zusammen mit seinem Freund Gerhard von Abbeville übernahm er dort während des Mendikantenstreits die Führung der weltgeistlichen Lehrerschaft gegen die aus den noch jungen Bettelorden (Franziskaner und Dominikaner, genannt Mendikanten) zusammengesetzte Studentenschaft. Unterstützt wurde er dabei unter anderem durch den Dichter Rutebeuf. Nachdem die Mendikanten 1253 einen Streikaufruf der Universität gegen die Pariser Ordnungsgewalt ignorierten, verhängte die Professorenschaft ihren Ausschluss vom Lehrbetrieb und die universitäre Exkommunikation über sie. Dies führte jedoch zu einer Intervention Papst Innozenz IV., der diese Maßnahmen widerrief. Aber als ihr Sprecher verteidigte Wilhelm 1254 die von der Universität getroffenen Sanktionen erfolgreich vor dem Papst in Anagni und wahrte damit das Recht der Pariser Professorenschaft auf Selbstrekrutierung ihrer Studentenschaft. Dies erreichte er unter anderem, indem er anhand der Schrift des Franziskaners Gerhard von Borgo San Donnino die Lehren der Mendikanten in Zweifel zog, in der er eine antichristliche Bedrohung erkannte. Seine Auffassungen wurden kurz darauf auch von Papst Alexander IV. bestätigt.
Zu Ostern 1256 veröffentlichte Wilhelm das Pamphlet Tractatus brevis de periculis novissimorum temporum („Kurzer Traktat über die Gefahren der Endzeit“), in dem er das Existenzrecht der Bettelorden anzweifelt. Dies brachte ihm allerdings von Seiten der Mendikanten den Vorwurf der Häresie ein und führte zu einer Prüfung der Schrift durch den Papst in Rom. Die Kurie wies nicht nur die Forderungen Wilhelms zurück, sondern entzog ihm auch seine Pfründe, verbot ihm jegliche Lehre und Predigt und ordnete seine Verbannung aus Frankreich an. König Ludwig IX. beabsichtigte hingegen diesen Konflikt diplomatisch zu lösen, doch in einer persönlichen Unterredung mit ihm zeigte Wilhelm keine Kompromissbereitschaft. Er griff dabei den König auch persönlich an, indem er ihm vorwarf kein König, sondern ein Bettelbruder zu sein. Daraufhin kam der König der Forderung des Papstes nach und verbannte Wilhelm aus dem Land. Nachdem der aber weiter gegen die Bettelorden predigte, wurde er am 5. Oktober 1256 vom Papst verurteilt. Zusammen mit zwei seiner Mitstreiter, Odo von Douai und Chrétien von Beauvais, reiste Wilhelm an den päpstlichen Hof in Rom um sich dort einem gerichtlichen Verfahren zu stellen. Im abschließenden Urteil wurden die gegen ihn bereits verhängten Sanktionen bestätigt, allerdings verfiel er nicht einem Urteil wegen Häresie.
Wilhelm zog sich in seinen Heimatort zurück, wo er 1266 mit dem Traktat Collectiones catholicae et canonicae scriptuare einen erneuten Angriff gegen die Bettelorden führte. Letztlich aber scheiterte er in seinen Positionen, nicht zuletzt aufgrund der theologischen Überlegenheit seiner Widersacher aus den Reihen der Mendikanten, wie Thomas von Aquin und Bonaventura.